# لنگرماهیان نمادین
لنگرماهیان نمادین (به لاتین: Cottinae) زیرتیرهای از ماهیان پرتوباله است که وابسته به تیرهٔ لنگرماهیان معمولی است. این زیرتیره دارای گونه‌هایی در سراسر نیم‌کره شمالی در زیستگاه‌های دریایی و آب شیرین است.